# Handball-DDR-Oberliga (Männer) 1978/79
Mit der Handball-DDR-Oberliga der Männer 1978/79, der höchsten Spielklasse im Hallenhandball der DDR, wurde der 29. DDR-Meister ermittelt.

## Saisonverlauf
Die Oberligasaison 1978/79 begann am 30. September 1978 und wurde am 11. März 1979 mit dem 20. Spieltag beendet. Es nahmen zehn Mannschaften teil, die jeweils in Hin- und Rückspielen gegeneinander antraten und somit 18 Begegnungen auszutragen hatten. Unter ihnen befanden sich die beiden Aufsteiger BSG Motor Eisenach und die BSG Chemie Premnitz. Beide Betriebssportgemeinschaften hatten bereits in der Vergangenheit in der Oberliga gespielt. Nur Motor Eisenach gelang der Klassenerhalt, während Chemie Premnitz zusammen mit der alteingesessenen BSG ZAB Dessau wieder absteigen musste. Der Vorjahresmeister SC Empor Rostock konnte seinen Titel nicht verteidigen und landete nur auf dem 5. Rang. Neuer Handballmeister der DDR wurde der SC Leipzig, der nach 1972 und 1976 seinen dritten Meistertitel bei den Männern errang.

## Abschlusstabelle
| Pl. | Mannschaft                | Sp | S  | U | N  | Tore    | Punkte |
| 1   | SC Leipzig                | 18 | 14 | 2 | 2  | 428:328 | 30:06  |
| 2   | SC Magdeburg              | 18 | 13 | 2 | 3  | 468:364 | 28:08  |
| 3   | ASK Vorwärts Frankfurt    | 18 | 12 | 2 | 4  | 408:339 | 26:10  |
| 4   | SC Dynamo Berlin          | 18 | 11 | 0 | 7  | 396:370 | 22:14  |
| 5   | SC Empor Rostock (M)      | 18 | 9  | 3 | 6  | 388:326 | 21:15  |
| 6   | BSG Post Schwerin         | 18 | 6  | 2 | 10 | 334:345 | 14:22  |
| 7   | BSG Motor Eisenach (N)    | 18 | 4  | 6 | 8  | 362:402 | 14:22  |
| 8   | BSG Wismut Aue            | 18 | 5  | 2 | 11 | 340:416 | 12:24  |
| 9   | BSG Chemie Premnitz (N,A) | 18 | 3  | 1 | 14 | 331:463 | 07:29  |
| 10  | BSG ZAB Dessau (A)        | 18 | 2  | 2 | 14 | 326:463 | 06:30  |

Erläuterungen:
1. ↑  A=Absteiger, M=Vorjahresmeister, N=Neuling

## Meistermannschaft
| SC Leipzig |
| Tor: Peter Hofmann, Siegfried Voigt Feldspieler: Arndt Bödemann, Peter Rost, Lothar Doering, Eberhard Krahl, Bernhard Krenz, Frank Mühlner, Dieter Niemann, Andreas Pester Trainer: Karl-Heinz Richter |

## Statistik
In der Oberligasaison 1978/79 wurden 90 Punktspiele ausgetragen, in denen 3.797 Tore fielen. Während der 20 Spieltage gab es mit dem SC Leipzig (13×) und dem SC Magdeburg (7×) nur zwei Tabellenführer. Die meisten Tore erzielte mit 468 Treffern der Vizemeister SC Magdeburg. Das torreichste Spiel fand mit der Begegnung BSG Motor Eisenach – Wismut Aue statt, als beim 35:23 57 Tore fielen. Torschützenkönig wurde Lothar Doering vom SC Leipzig, der 127-mal traf. Sicherster Siebenmeterschütze war Peter Larisch von der BSG Post Schwerin mit 67 verwandelten Strafwürfen.